# Abell 1689
Abell 1689 és un cúmul de galàxies situat en direcció a la constel·lació de la Verge. És un dels cúmuls majors i més massius coneguts, i actua com una lent gravitacional, distorsionant les imatges de galàxies que s'hi troben darrere d'ell. S'hi troba a 2.200 milions d'anys llum (670 megaparsecs) de distància de la Terra.
Al febrer de 2008, es va anunciar que una de les galàxies amplificades, A1689-zD1, era la més llunyana trobada fins al moment.
Nota sobre la imatge a la dreta: Les galàxies que apareixen en groc en aquesta imatge pertanyen al cúmul en si mateix, no obstant això, les ratlles distorsionades vermelles i blaves són galàxies del fons augmentades gravitacionalment pel cúmul. Algunes de les galàxies augmentades s'hi troben a 13.000 milions d'anys llum (4.000 megaparsecs) de distància. La pròpia zona d'augment té un ample de 2 milions d'anys llum (0,60 megaparsecs).